# Syntezator Mooga

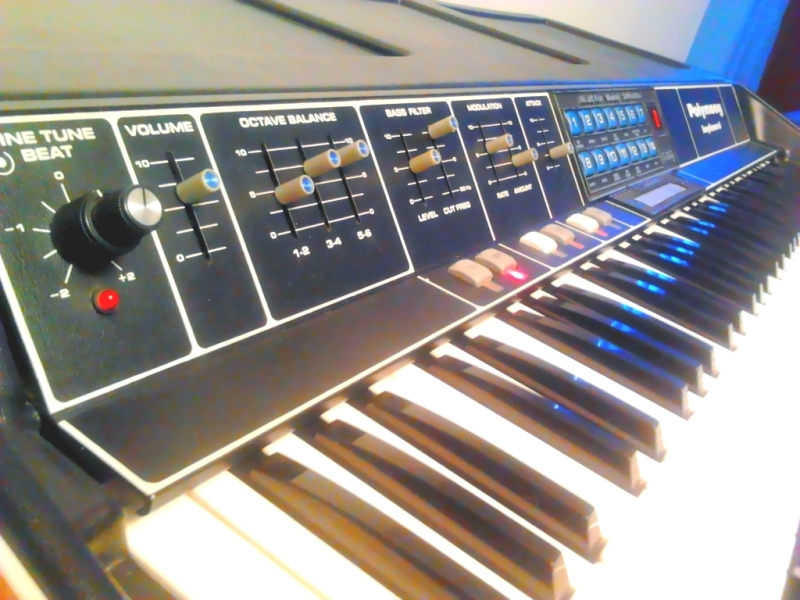
Syntezator Polymoog 280a

Syntezator Mooga – określenie wspólne wszystkich analogowych syntezatorów zaprojektowanych przez Roberta Mooga lub wykonanych przez amerykańską firmę Moog Music, często używane też w przypadkach klonów oryginalnych instrumentów Mooga.
Syntezatory Mooga uznawane są za jedne z pierwszych popularnych i szeroko stosowanych instrumentów elektronicznych.
Robert Moog po raz pierwszy zaprezentował swój syntezator w 1964 r. na konwencji Audio Engineering Society. 
Do najbardziej rozpoznawanych i używanych syntezatorów Mooga zaliczają się:
- Minimoog,
- Micromoog,
- Polymoog,
- Moog Sub37.